# 八叉树

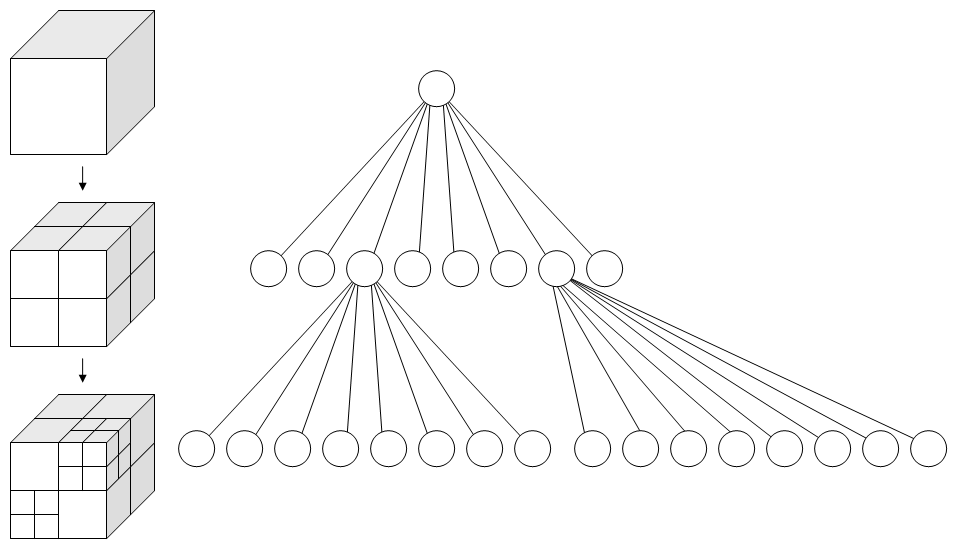
左：遞迴子切分一個立方體為多個卦限。右：對應的八叉樹

八叉树（英語：Octree）是一种树形数据结构，每个内部节点都正好有八个子节点。八叉树常用于分割三维空间，将其递归细分为八个卦限。八叉树是四叉树在三维空间中的对应，在三维图形、三维游戏引擎等领域有很多应用。

## 表示空间
八叉树的每个节点都可以代表一个空间，对应的八个子节点则将这个空间细分为八个卦限。点域（point region，简称PR）八叉树的节点中都存储着一个三维点，即该节点对应区域的「中心」，也是八个子节点对应区域中的一个角落。矩阵（matrix based，简称MX）八叉树中，节点只记录区域范围，对应的中心点坐标需要从区域范围推算。因此，PR八叉树的根节点可以表示无限大的空间；而MX八叉树的根节点只能表示有限空间，这样才可以得到隐含的中心点。

## 历史
八叉树在三维计算机图形领域的应用可以追溯到1980年伦斯勒理工学院唐纳德·马尔（Donald Meagher）的报告《八叉树编码：使用计算机表示、操作、显示任意三维对象的新技术》（Octree Encoding: A New Technique for the Representation, Manipulation and Display of Arbitrary 3-D Objects by Computer）。

## 主要用途
- 三维计算机图形学中的细节层次渲染[2]
- 最邻近搜索
- 三维空间中的高效碰撞检测
- 稀疏体素八叉树（英语：Sparse voxel octree）
- 状态估计[3]

## 外部連結
- Octree Quantization in Microsoft Systems Journal
- Color Quantization using Octrees in Dr. Dobb's（页面存档备份，存于）
- Octree Color Quantization Overview（页面存档备份，存于）
- Parallel implementation of octtree generation algorithm, P. Sojan Lal, A Unnikrishnan, K Poulose Jacob, ICIP 1997, IEEE Digital Library（页面存档备份，存于）
- C++ implementation (GPL license)（页面存档备份，存于）
- Parallel Octrees for Finite Element Applications（页面存档备份，存于）
- Cube 2: Sauerbraten - a game written in the octree-heavy Cube 2 engine（页面存档备份，存于）
- Ogre - A 3d Object-oriented Graphics Rendering Engine with a Octree Scene Manager Implementation (MIT license)（页面存档备份，存于）
- Dendro: parallel multigrid for octree meshes (MPI/C++ implementation)
- Video: Use of an octree in state estimation（页面存档备份，存于）